# Alexander (äpple)
För andra betydelser, se Alexander (olika betydelser).

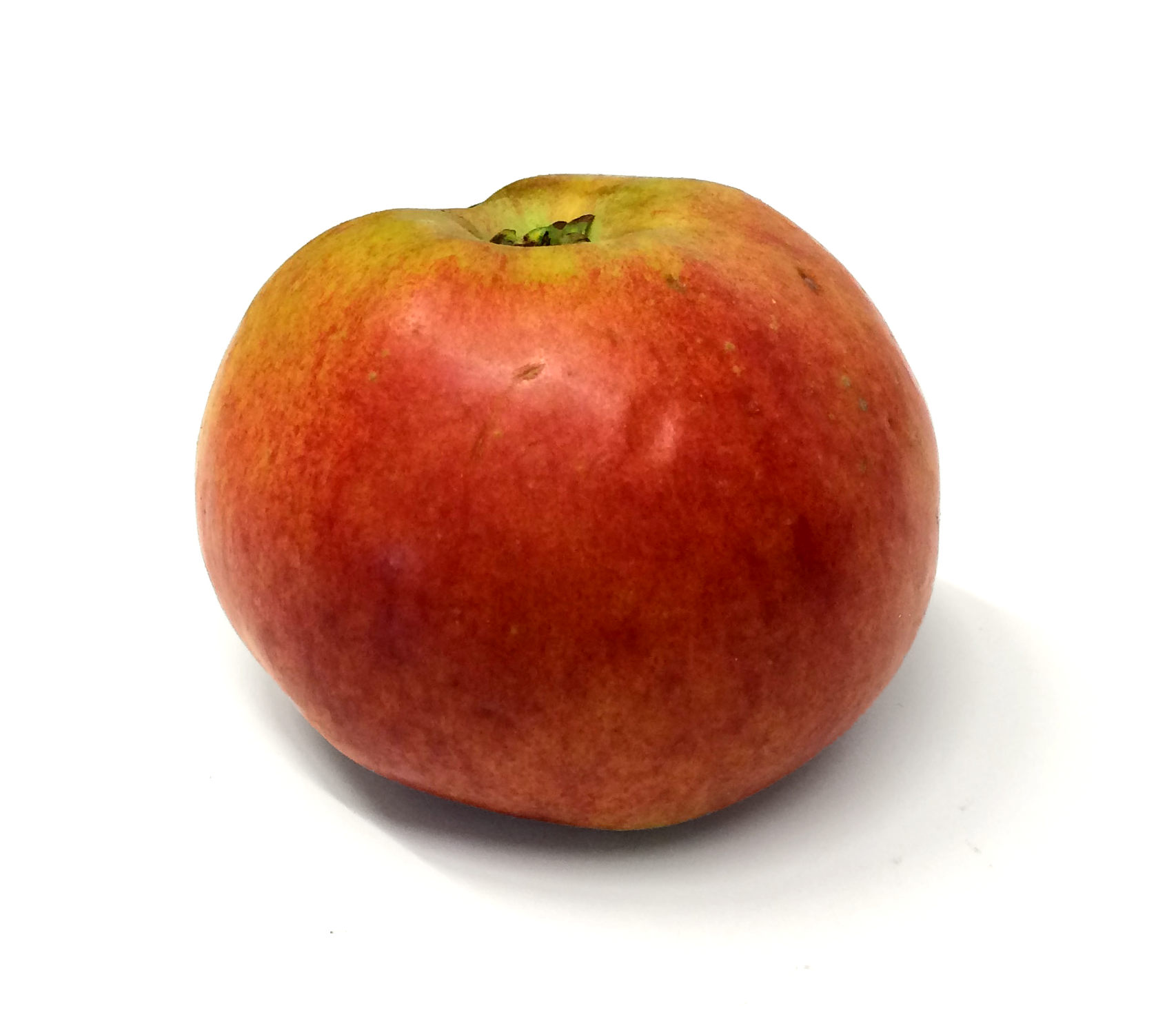
Ett äpple av sorten Alexander, fotograferat i samband med Nordiska museets äppelfestival i september 2014.

Alexander (litografi av målning av Henriette Sjöberg (1842–1915)).

Alexander, ibland Grand Alexander eller Kejsar Alexander samt Aport på engelska, är en äppelsort som förmodligen har sitt ursprung i Ryssland, möjligtvis Turkiet. Äppelsorten kom till Sverige i början av 1800-talet. Äpplet ska helst plockas omkring Mikaelihelgen, alltså i slutet av september, början av oktober då det mognar. Frukten har gulgrön grundfärg, och är röd på solsidan. Frukten drabbas ofta av skorv och fruktmögel, och trädet angrips ibland av fruktträdskräfta. Trädet växer tämligen svagt.
Äpplet är mycket stort, 5 låga åsar, och dess skaft blir 25-30mm.
Blomningen är medeltidig, och äpplesorten pollineras av äpplesorter med samtidig blomning. I Sverige odlas Alexander gynnsammast i Zon II-V.